# William C. Wohlforth

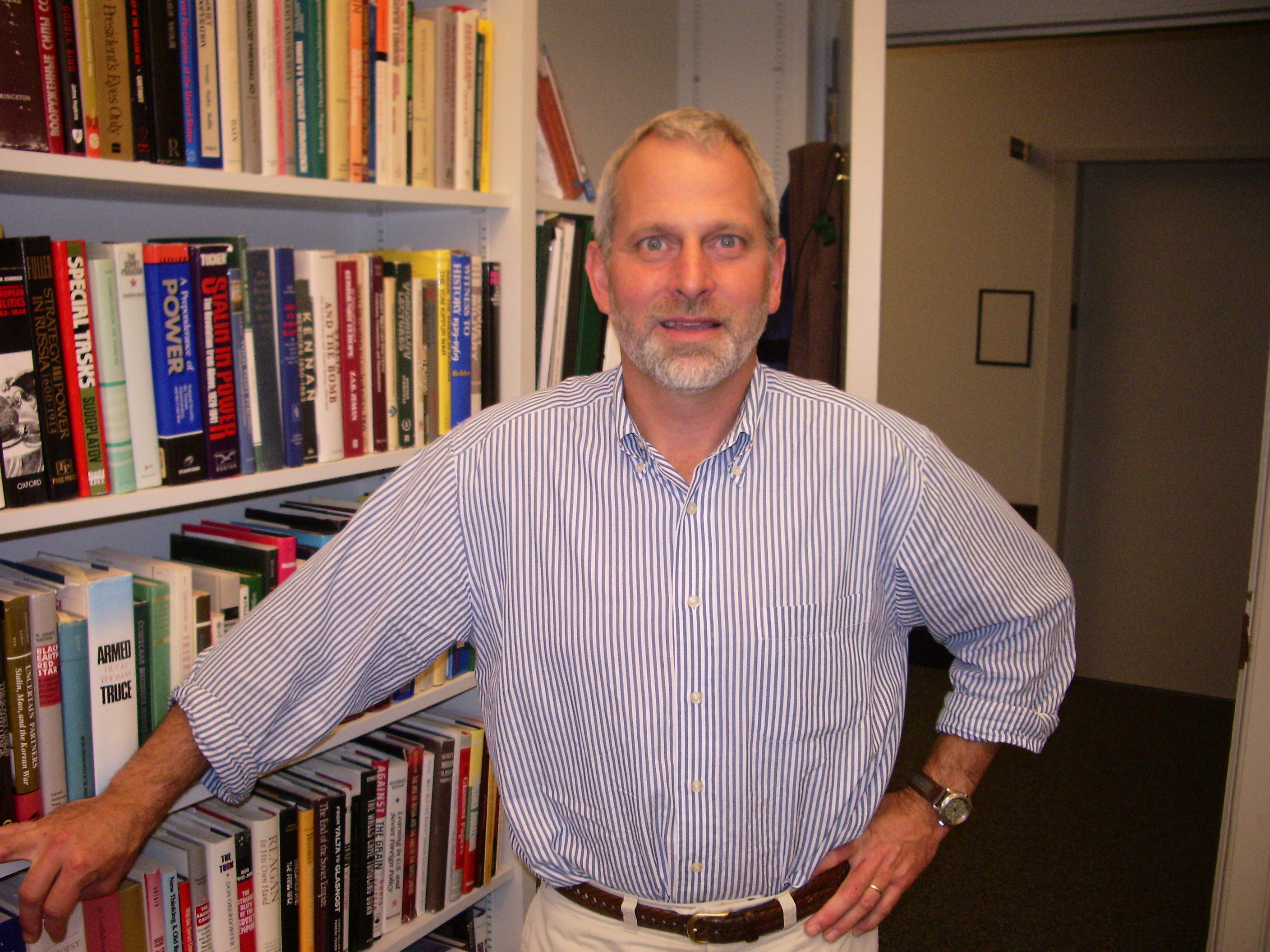
William C. Wohlforth

William Curti Wohlforth (* 1959) ist ein US-amerikanischer Politikwissenschaftler, der als Daniel Webster Professor of Government am Dartmouth College lehrt. Sein Fachgebiet sind die Internationalen Beziehungen, darin wird er der Denkschule des Neorealismus zugerechnet.
Wohlforth machte 1982 das Bachelor-Examen am Beloit College, Master-Abschlüsse folgten 1984 und 1986 an der Yale University, wo er 1989 zum Ph.D. promoviert wurde. Anschließend war er bis 1996 Assistant Professor an der Princeton University, wechselte dann für zwei Jahre in dieselbe Position an die Georgetown University. Seit 2000 lehrt und forscht er am Dartmouth College, seit 2008 als Daniel Webster Professor.
1999 eröffnete Wohlforth eine politikwissenschaftlich Debatte um Polarität im Weltsystem damit, dass er im Gegensatz zur herkömmlichen Meinung die Unipolarität der Vereinigten Staaten nach Ende des Kalten Krieges nicht für ein relativ kurzfristiges Momentum hielt. Die Gründe dafür sah er in den übergroßen Machtpotentialen der USA, die andere Staaten und auch Staaten-Koalitionen entmutigen würden, Gegenmachtbildung zu betreiben.

## Schriften (Auswahl)
- mit Jill Kastner: A Measure Short of War: A Brief History of Great Power Subversion. Oxford University Press, New York 2024, ISBN 978-0-19-768316-3.
- Herausgegeben mit Alexandra Gheciu: The Oxford handbook of international security. Oxford University Press, Oxford (UK) 2018, ISBN 978-0-198-77785-4.
- Mit Stephen G. Brooks: America abroad. The United States' global role in the 21st century. Oxford University Press, New York 2016, ISBN 978-0-190-46425-7.
- Mit Stephen G. Brooks: World out of balance. International relations and the challenge of American primacy. Princeton University Press, Princeton 2008, ISBN 978-0-691-13784-1.
- The elusive balance. Power and perceptions during the Cold War. Cornell University Press, Ithaca 1993, ISBN 0-801-42822-X.
- The Stability of a Unipolar World. In: Quarterly Journal. International Security, 24. Jahrgang, Nr. 1 (Sommer 1999), S. 5–41 (Online).